# Afrascius xenocles
Afrascius xenocles är en insektsart som beskrevs av Rauno E. Linnavuori 1978. Afrascius xenocles ingår i släktet Afrascius och familjen dvärgstritar. Inga underarter finns listade i Catalogue of Life.